# Epiplema warreniana
Epiplema warreniana är en fjärilsart som beskrevs av Dalla Torre 1924. Epiplema warreniana ingår i släktet Epiplema och familjen Uraniidae. Inga underarter finns listade i Catalogue of Life.